# Juste Adrien Lafage

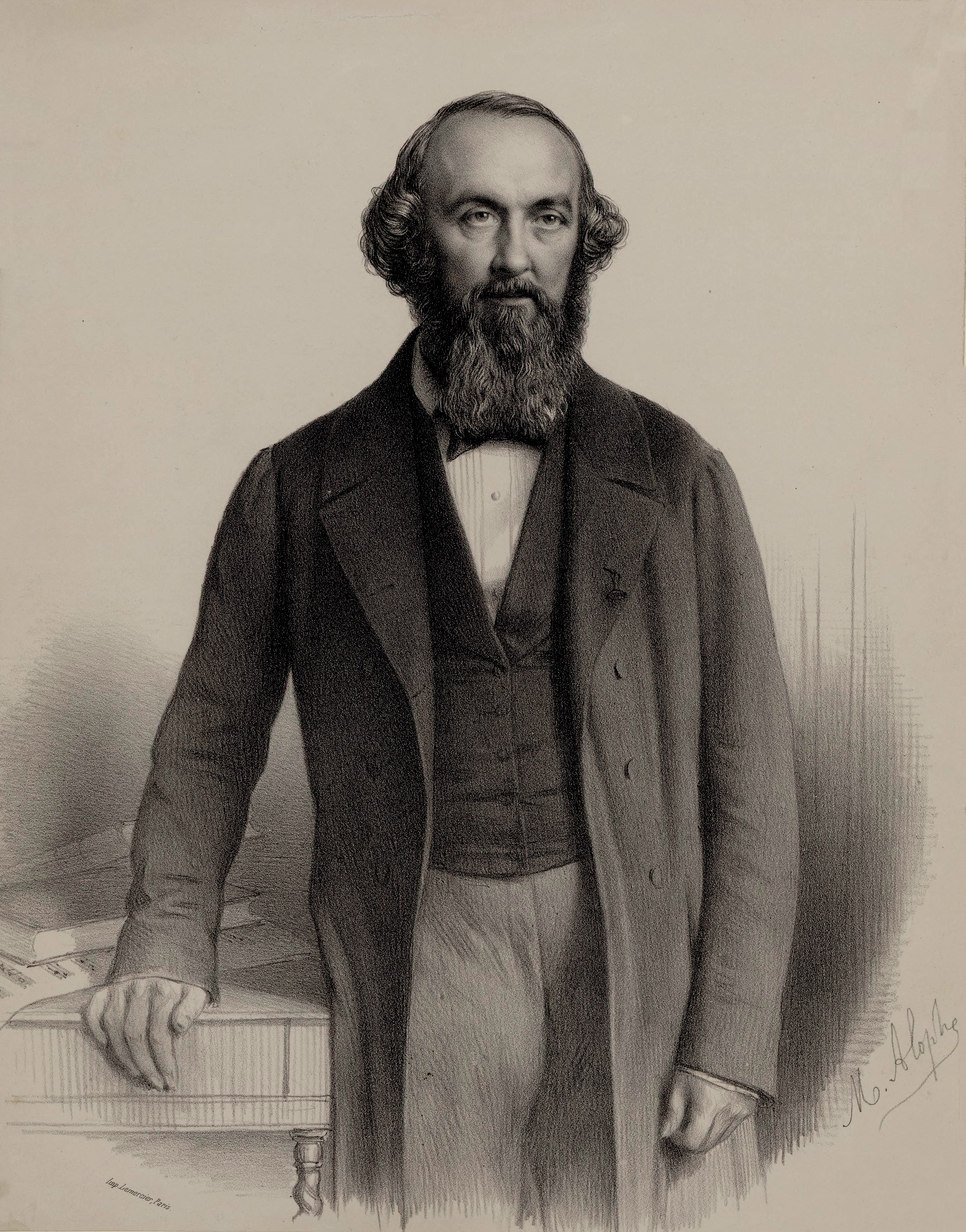
Adrien Lenoir de La Fage
Ritratto di Marie-Alexandre Alophe

Juste Adrien Lenoir de Lafage o Adrien de La Fage (Parigi, 28 marzo 1801 – Saint-Maurice, 8 marzo 1862) è stato un musicologo e compositore francese.

## Biografia
Adrien de Lafage entrò come membro del coro nella chiesa di Saint-Philippe-du-Roule nel 1807 e lì ricevette la sua prima educazione musicale. 
La sua famiglia inizialmente voleva vederlo diventare un prete cattolico e per un certo periodo frequentò il seminario di Saint-Nicolas-du-Chardonnet.
Lafage entrò infine al Conservatorio di Parigi, dove fu allievo di Alexandre-Étienne Choron (1771-1834) e di François-Louis Perne (1772-1832), per l'armonia, il contrappunto e la storia della musica.
Nel 1828, ricevette una borsa di studio da Carlo X che gli permise di continuare i suoi studi con l'abate Giuseppe Baini (1775-1844) in Italia a Roma. 
Lavorò anche per la casa dei Medici a Firenze per la quale compose e presentò l'opera I creditori a Villa Medici nel 1829.
Nel 1829 fu nominato Maestro di Cappella nella Chiesa di Saint-Étienne-du-Mont, a Parigi, dove introdusse l'integrazione del canto fermo con la complessa musicalità dell'organo. Di conseguenza eliminò l'uso tradizionale del "serpentone".
Due serie di viaggi in Italia, la prima dal 1833 al 1836, la seconda dal 1845 al 1851, compiuti a fini di studio, gli permisero di pubblicare nel 1856 i suoi fondamentali "Saggi di difterografia musicale", un importante lavoro sulla storia e la teoria della musica antica. Di questi uscirono, nel 1864, due supplementi postumi, di cui il secondo dedicato e donato alla Biblioteca nazionale di Parigi.
Durante il soggiorno in Italia sua moglie e suo figlio morirono di malattia.
Nel 1836, tornò in Francia dove lavorò come insegnante e musicologo. 
Ha fatto diversi altri viaggi in Italia, così come in Germania, in Inghilterra e in Spagna, durante i quali ha studiato e copiato numerosi manoscritti. 
Ha scritto articoli per diverse riviste musicali e ha pubblicato diversi altri libri, tra cui la sua  Histoire générale de la musique et de la danse, in tre volumi, che è il suo lavoro più importante.
Nel 1838 aveva completato il trattato iniziato da Choron: "Manuel complet de musique vocale et instrumentale".

## Opere

### Opere di musicologia
- "Séméiologie musicale" (1837);
- "De la chanson considérée sous le rapport musical" (1840);
- "Histoire générale de la musique et de la danse"(1844);
- "Essai de diphtérographie musicale (1844);
- "Cours complet de plain-chant" (1856).
- " Etude sur l'Unité Tonique e la fixation d'un diapason universel" (1859);
- Relazioni dettagliate sugli organi delle chiese di Saint-Eustache (Parigi) e di Saint-Denis, (1845).

### Opere musicali
- Due Messe a cappella,
- Un De profundis a 8 voci,
- Un Ordinario armonizzato,
- Due libri di Mottetti a 2 e 5 voci,
- Vari Mottetti in canto fermo firmati "Adrien".